# Fiktiv kraft
 For alternative betydninger, se Kraft (flertydig).
I fysikken er en fiktiv kraft (visse steder kaldet inertikraft) en kraft, som indføres for at beskrive bevægelsen af et legeme, når det betragtes i et koordinatsystem, der ikke er et inertialsystem – et ikke-inertialsystem. Fiktive kræfter optræder ikke, når den samme bevægelse beskrives i et inertialsystem.
I klassisk fysik beskrives bevægelsen af legemer med Newtons love. Imidlertid er det der karakteriserer et ikke-inertialsystem, at Newtons love ikke gælder, men netop ved at indføre fiktive kræfter kan man korrigere for, at det betragtede system ikke er inertialt, og dermed muliggøres anvendelsen af Newtons love. Det er dog vigtigt at bemærke, at de fiktive kræfter ikke er rigtige kræfter; der er ikke noget fysisk, der forårsager dem, og man kan derfor sige, at de fiktive kræfter kun repræsenterer et fortolkningsredskab. De skyldes ikke noget andet legeme, men alene systemets acceleration.
Men fiktive kræfter skal ikke forstås som en "fiktion". Man mærker dem jo. Men det er kun, når vi beskriver bevægelsen set fra det accelererede system (en bus som accelererer, en elevator som accelererer, en karrusel som roterer etc.), at vi "oplever" disse kræfter. Her må vi tage den fiktive kraft med i vore beregninger. Så det er kun for Newtons love, at disse kræfter er "fiktive". For Newtons love gælder, som sagt, ikke her i et accelereret system. Så i den forstand, ift. definitionen af en kraft ifølge Newtons love, er disse kræfter fiktive. Man kan også kalde fiktive kræfter for ikke-Newtonske kræfter. Fiktive kræfter har dog en vigtig lighed med gravitationskraften. De er proportionale med legemets masse. (se f.eks. Jens Martin Knudsen: Elements of Newtonian Mechanics 3. ed., Springer 2002, side 108).

## De fiktive kræfter
De fiktive kræfter udgøres af:
- Elevatorkraften – jf. følelsen af at blive trykket ned mod gulvet i en elevator, når denne accelererer opad.
- Centrifugalkraften – jf. følelsen af at blive presset udad i en karrussel
- Corioliskraften – jf. følelsen af at blive skubbet til højre, når man går i en hvilken som helst retning i en karrussel der drejer mod uret.
- Vinkelaccelerationskraften

## Newtons anden lovi et ikke-inertialsystem
Hvilke fiktive kræfter der er nødvendige at indføre i et givent ikke-inertialt henførelsessystem afhænger af, hvordan henførelsessystemet bevæger sig i forhold til et inertialsystem. Hvis henførelsessystemet accelererer lineært i forhold til et inertialsystem, så er det nødvendigt at tage højde for elevatorkraften. Hvis henførelsessystemet er i rotation med konstant vinkelfrekvens, så skal centrifugalkraften og corioliskraften indføres. Endelig skal vinkelaccelerationskraften medtages, hvis rotationen af henførelsessystemet har en vinkelacceleration, dvs. hvis vinkelfrekvensen ikke er konstant.
I et henførelsessystem hvor alle de nævnte fiktive kræfter skal medtages, får Newtons anden lov anvendt på et givent legeme udseendet:
{\displaystyle \sum {\vec {F}}={\vec {F}}_{natur}+{\vec {F}}_{ev}+{\vec {F}}_{cen}+{\vec {F}}_{co}+{\vec {F}}_{va}}
Hvor {\displaystyle {\vec {F}}_{natur}} er alle de faktiske kræfter, der virker på legemet (alle kræfter der ikke er fiktive), desuden er {\displaystyle {\vec {F}}_{ev}} elevatorkraften, {\displaystyle {\vec {F}}_{cen}} er centrifugalkraften, {\displaystyle {\vec {F}}_{co}} er corioliskraften og {\displaystyle {\vec {F}}_{va}} er vinkelaccelerationskraften.